# Parti de la démocratie sociale de Roumanie
Le Parti de la démocratie sociale de Roumanie (en roumain : Partidul Democrației Sociale din România, PDSR) est un parti politique fondé le 10 juillet 1993 par la fusion du Front démocratique de salut national (Frontul Democrat al Salvării Naționale) (FDSN), du Parti socialiste démocratique de Roumanie (Partidul Socialist Democratic din România) (PSDR), du Parti républicain (Partidul Republican), du Parti coopératif (Partidul Cooperatist) et du Parti de la solidarité sociale (Partidul Solidaritatii Sociale).
Le Parti de la démocratie sociale de Roumanie fusionne en 2001 avec le Parti social-démocrate roumain pour former le Parti social-démocrate (PSD). 

## Résultats électoraux

### Élections parlementaires
| Année | Chambre des députés | Chambre des députés | Sénat | Sénat    | Gouvernement |
| Année | %                   | Mandats             | %     | Mandats  | Gouvernement |
| ----- | ------------------- | ------------------- | ----- | -------- | ------------ |
| 1996  | 21,5                | 91 / 343            | 23,1  | 41 / 143 | Opposition   |
| 2000  | 36,6                | 155 / 345           | 37,1  | 65 / 140 | Năstase      |

### Élections présidentielles
| Année | Candidat    | 1er tour | 2d tour      |
| ----- | ----------- | -------- | ------------ |
| 1996  | Ion Iliescu | 28,2 %   | 45,6 %       |
| 2000  | Ion Iliescu | 36,4 %   | 66,8 % (élu) |